# Championnat des moins de 17 ans de la CONMEBOL 1986
Navigation
Argentine 1985 Équateur 1988
Le Championnat des moins de 17 ans de la CONMEBOL 1986 est la deuxième édition du Championnat des moins de 17 ans de la CONMEBOL qui a eu lieu à Lima au Pérou du 4 au 19 octobre 1986. Ce tournoi sert de qualification pour la Coupe du monde des moins de 17 ans, qui aura lieu au Canada durant l'été 1987 : les 3 premiers de la poule finale seront directement qualifiés pour la phase finale.
C'est la Bolivie qui est sacrée championne d'Amérique du Sud. La grande surprise de cette édition est la dernière place en poule finale du tenant du titre, l'Argentine. Difficilement qualifiée à l'issue du premier tour grâce à une meilleure attaque (devant l'Uruguay), les jeunes biancocelesti n'arrivent pas à gagner un seul match lors de la phase finale et terminent derniers du groupe, laissant les 3 premiers se qualifier pour le mondial canadien. L'Équateur, déjà troisième du précédent tournoi continental, se qualifie pour la première fois pour un tournoi mondial en neutralisant 2 fois les favoris brésiliens (0-0 en poule, 1-1 en phase finale) tout comme la Bolivie, qui efface ainsi sa très médiocre performance lors de la dernière édition, terminée à l'avant-dernière place. Les Boliviens parviennent même à prendre le dessus sur l'Argentine, avec un match nul au premier tour (2-2) et une victoire en poule finale (1-0).

## Résultats
La confédération sud-américaine ne compte que 10 membres, il n'y a donc pas d'éliminatoires; toutes les sélections participent au premier tour, où elles sont réparties en 2 poules de 5 et s'y rencontrent une fois. À l'issue du premier tour, les 2 premiers de chaque poule se qualifient pour la poule finale où chaque équipe rencontre 1 fois chacun de ses adversaires. Le premier du classement final est déclaré champion d'Amérique du Sud.

### Premier tour

#### Poule 1
| Rang | Équipe    | Pts | J | G | N | P | Bp | Bc | Diff |  | Résultats (▼ dom., ► ext.) |  |     |     |     |     |
| ---- | --------- | --- | - | - | - | - | -- | -- | ---- |  | -------------------------- |  | --- | --- | --- | --- |
| 1    | Bolivie   | 5   | 4 | 2 | 1 | 1 | 5  | 3  | +2   |  | Bolivie                    |  | 2-2 | 1-0 | 0-1 | 2-0 |
| 2    | Argentine | 5   | 4 | 1 | 3 | 0 | 5  | 4  | +1   |  | Argentine                  |  |     | 1-1 | 0-0 | 2-1 |
| 3    | Uruguay   | 5   | 4 | 2 | 1 | 1 | 4  | 3  | +1   |  | Uruguay                    |  |     |     | 2-1 | 1-0 |
| 4    | Colombie  | 3   | 4 | 1 | 1 | 2 | 3  | 5  | -2   |  | Colombie                   |  |     |     |     | 1-3 |
| 5    | Paraguay  | 2   | 4 | 1 | 0 | 3 | 4  | 6  | -2   |  | Paraguay                   |  |     |     |     |     |

#### Poule 2
| Rang | Équipe    | Pts | J | G | N | P | Bp | Bc | Diff |  | Résultats (▼ dom., ► ext.) |  |     |     |     |     |
| ---- | --------- | --- | - | - | - | - | -- | -- | ---- |  | -------------------------- |  | --- | --- | --- | --- |
| 1    | Équateur  | 6   | 4 | 2 | 2 | 0 | 7  | 3  | +4   |  | Équateur                   |  | 0-0 | 1-0 | 3-3 | 3-0 |
| 2    | Brésil    | 5   | 4 | 1 | 3 | 0 | 2  | 1  | +1   |  | Brésil                     |  |     | 1-0 | 0-0 | 1-1 |
| 3    | Pérou     | 4   | 4 | 2 | 0 | 2 | 3  | 3  | 0    |  | Pérou                      |  |     |     | 1-0 | 2-1 |
| 4    | Chili     | 3   | 4 | 0 | 3 | 1 | 3  | 4  | -1   |  | Chili                      |  |     |     |     | 0-0 |
| 5    | Venezuela | 2   | 4 | 0 | 2 | 2 | 2  | 6  | -4   |  | Venezuela                  |  |     |     |     |     |

### Poule finale
|   | Équipe    | Pts | J | G | N | P | BP | BC | Diff |
| - | --------- | --- | - | - | - | - | -- | -- | ---- |
| 1 | Bolivie   | 4   | 3 | 1 | 2 | 0 | 4  | 3  | +1   |
| 2 | Brésil    | 3   | 3 | 0 | 3 | 0 | 4  | 4  | 0    |
| 3 | Équateur  | 3   | 3 | 0 | 3 | 0 | 3  | 3  | 0    |
| 4 | Argentine | 2   | 3 | 0 | 2 | 1 | 2  | 3  | -1   |

| 15 octobre | Bolivie  | 1 | 1 | Brésil    |
|            | Équateur | 0 | 0 | Argentine |
| 17 octobre | Bolivie  | 1 | 0 | Argentine |
|            | Brésil   | 1 | 1 | Équateur  |
| 19 octobre | Brésil   | 2 | 2 | Argentine |
|            | Bolivie  | 2 | 2 | Équateur  |

### Équipes qualifiées pour la Coupe du monde
Les sélections qualifiées pour la prochaine Coupe du monde sont :
- Bolivie
- Brésil
- Équateur

## Sources et liens externes